# Elecciones federales de México de 2006 en Baja California
Las Elecciones federales en Baja California de 2006 se llevaron a cabo el domingo 2 de julio de 2006 y en ellas fueron renovados los titulares de los siguientes cargos de elección popular del estado mexicano de Baja California:
- Diputados Federales de Baja California: 8 Electos por mayoría relativa elegidos en cada uno de los Distritos electorales, mientras otros son elegidos mediante representación proporcional.
- Senadores de Baja California: 2 Electos por mayoría relativa elegidos en todo el estado.

## Organización
9 partidos políticos nacionales tendrán la posibilidad de registrar candidatos, de manera individual, formando coaliciones electorales entre dos o más partidos, o registrando candidaturas comunes, es decir registrar a un mismo candidato aunque cada partido compita de manera independiente. El Partido Revolucionario Institucional y el Partido Verde Ecologista se unieron en la Alianza por México, luego de que en el año 2000 el Verde fuera con el PAN y Vicente Fox. Acción Nacional por su parte, contendió sin alianzas. 
El Partido de la Revolución Democrática mantuvo su alianza con el Partido del Trabajo y Convergencia, como en el año 2000, solo sin la participación del Partido de la Sociedad Nacionalista. El nombre de la coalición ahora fue Por el Bien de Todos.

## Presidente de México (Datos locales)
|  | 47.35 % |

|  | 21.38 % |

|  | 23.59 % |

|  | 1.42 % |

|  | 3.78 % |